# Marina Saitō
Marina Saitō (斉藤 真理菜?, Saitō Marina; Ibaraki, 15 ottobre 1995) è una giavellottista giapponese.

## Palmarès
| Anno | Manifestazione      | Sede     | Evento                 | Risultato | Prestazione | Note                          |
| ---- | ------------------- | -------- | ---------------------- | --------- | ----------- | ----------------------------- |
| 2017 | Mondiali            | Londra   | Lancio del giavellotto | 16ª (q)   | 60,86 m     |                               |
| 2017 | Universiadi         | Taipei   | Lancio del giavellotto | Argento   | 62,37 m     | Miglior prestazione personale |
| 2018 | Giochi asiatici     | Giacarta | Lancio del giavellotto | 4ª        | 56,46 m     |                               |
| 2019 | Campionati asiatici | Doha     | Lancio del giavellotto | 9ª        | 52,40 m     |                               |
| 2023 | Campionati asiatici | Bangkok  | Lancio del giavellotto | Oro       | 61,67 m     |                               |
| 2023 | Mondiali            | Budapest | Lancio del giavellotto | 15ª (q)   | 58,95 m     |                               |
| 2023 | Giochi asiatici     | Hangzhou | Lancio del giavellotto | 4ª        | 61,10 m     |                               |
| 2024 | Giochi olimpici     | Parigi   | Lancio del giavellotto | 21ª (q)   | 59,42 m     |                               |